# アリン語
アリン語は、エニセイ語族の死語。エニセイ川のエニセイスクとクラスノヤルスクの間の地域で話されていた。
アリン語でArあるいはAraという単語はアリン語話者自身をあらわす単語として用いられたとされている。18世紀に消滅した。